# Fastighetsbildningslagen
Fastighetsbildningslagen (1970:988) är en svensk lag som reglerar hur indelningen av marken i fastigheter får förändras och under vilka omständigheter, hur marken får byta ägare med mera.
Lagen antogs 1970 och uppdateras löpande, senast 1 maj 2009 då förutsättningarna för bildande av ägarlägenhetsfastighet infördes. Lagen innehåller regler för fastighetsbildning vare sig det är fråga om bildande av en tredimensionell fastighet -  avgränsad både vertikalt och horisontellt - eller en traditionell.
Genom lagen kan
- mark överföras från en fastighet eller samfällighet till en annan sådan enhet,
- andelar i samfälligheter överföras från en fastighet till en annan,
- samfälligheter bildas,
- servitut bildas, ändras eller upphävas,
- byggnader eller andra anläggningar som hör till en fastighet överföras till en annan fastighet,[2] och
- avstyckning genomföras.[3]

Lagen innehåller även regler om fastighetsregistret samt jordbruk, skogsbruk och fiske.

## Fotnoter
1. ↑  3 kap. 1 § fastighetsbildningslagen (1970:988)
2. ↑  5 kap. 1 § fastighetsbildningslagen (1970:988)
3. ↑  10 kap. fastighetsbildningslagen (1970:988)
4. ↑  19 kap. fastighetsbildningslagen (1970:988)
5. ↑  3 kap. 5 § fastighetsbildningslagen (1970:988)